# Zappa confluentus
Zappa confluentus is een straalvinnige vissensoort uit de familie van grondels (Gobiidae). De wetenschappelijke naam van de soort is voor het eerst geldig gepubliceerd in 1978 door Roberts. De soort is vernoemd naar Frank Zappa.